# Fred Oberhauser

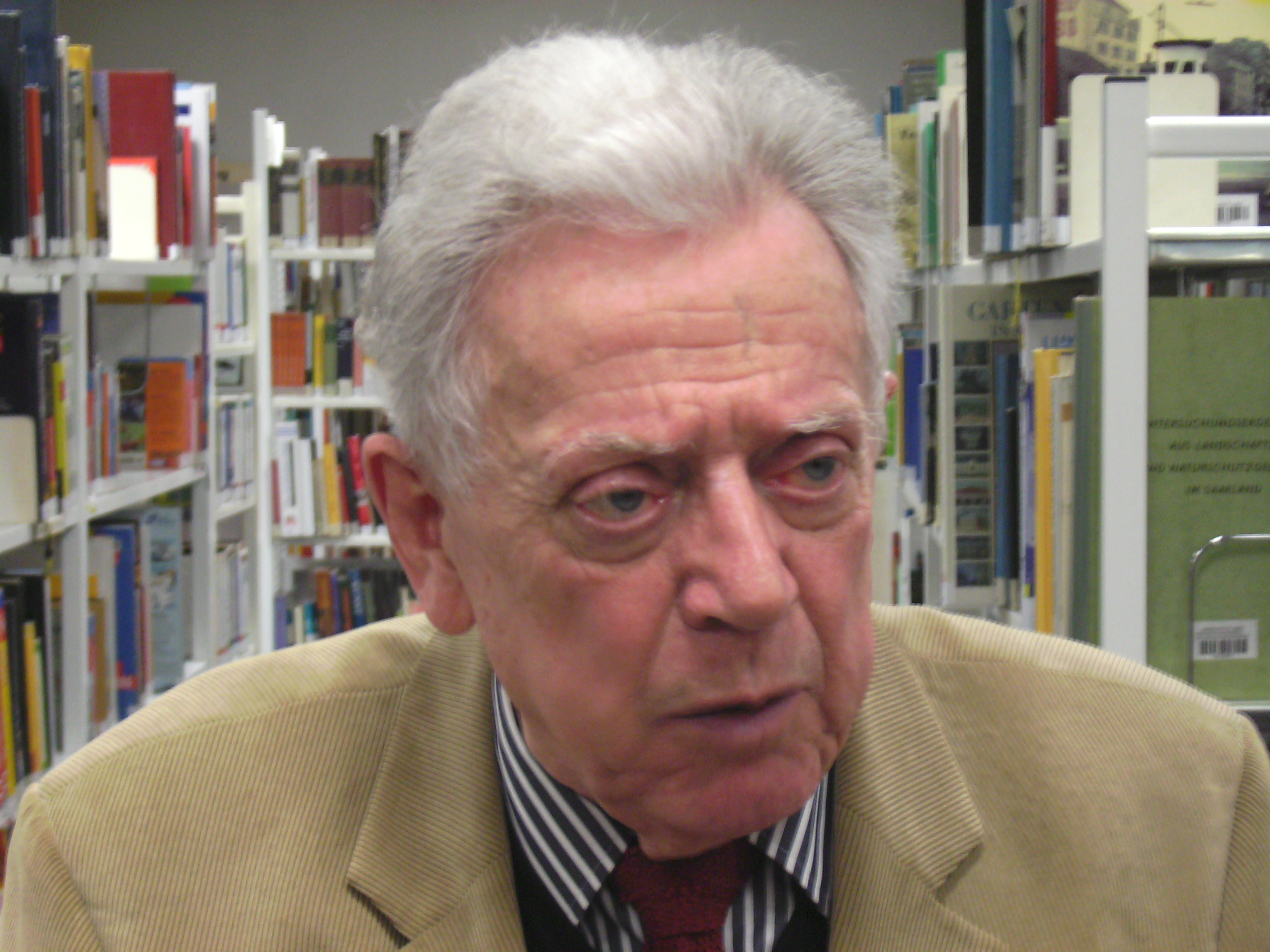
Fred Oberhauser (2009)

Fred Oberhauser (* 15. Juli 1923 in St. Ingbert; † 7. Februar 2016 ebenda) war ein deutscher Kulturjournalist.

## Vita und Werk
Fred Oberhauser war von 1955 bis 1986 beim Saarländischen Rundfunk als Redakteur für Literatur und Kulturkritik im Hörfunk tätig und bekannt vor allem durch seine Sendung Bücherlese sowie die Sendereihe Fahren Sie uns nach. Weiterhin war er zuständiger Redakteur für Kunst und Kultur im Raum Saar-Lor-Lux wie auch Fernsehredakteur und Moderator der wöchentlichen Fernsehsendung Kulturspiegel.
Weiterhin gab Oberhauser renommierte Literaturführer heraus. Als Hauptwerk gilt sein 2008 publizierter „Literarischer Führer Deutschland“. In diesem nahezu 1500 Seiten starken Nachschlagewerk sind mehr als 7000 Schriftsteller mit ihren persönlichen Ortsbezogenheiten aufgeführt. Das Werk berücksichtigt erstmals west- wie ostdeutsche Literaturstätten. Darüber hinaus hat sich Fred Oberhauser große Verdienste erworben bei der Förderung junger saarländischer Schriftsteller. In den frühen 1980er Jahren gründete Oberhauser das heute noch existierende und von Gerhard Sauder erfolgreich weitergeführte St. Ingberter Literaturforum.
Oberhauser war verheiratet mit der Germanistin Gabriele Oberhauser, mit der er zwei Söhne bekam. Er lebte und arbeitete bis zu seinem Tod im saarländischen St. Ingbert.

## Ehrungen
- 1994 Carl-Zuckmayer-Medaille des Landes Rheinland-Pfalz
- 1997 Ehrendoktorwürde der Philosophischen Fakultät der Universität des Saarlandes
- 2013 Verleihung des Titels Professor (Ehrenprofessur) durch die saarländische Landesregierung

## Werke (Auswahl)
- mit Hajo Schedlich: Lieb Vaterland magst ruhig sein, Vorwort von Carl Amery, Rheinsberg Verlag Lentz, München 1962 DNB 454317778.
- mit Karl-Friedrich Geißler (Hrsg.): Doppelspur. Von Ausonius bis Zuckmayer. Eine rheinland-pfälzisch-saarländische Nachlese. Pfälzische Verlagsanstalt, Landau 1984, ISBN 3-87629-070-8.
- mit Gabriele Oberhauser: Literarischer Führer durch Deutschland. Ein Insel-Reiselexikon für die alten Bundesländer und Berlin  (= Insel-Taschenbuch, Band 527). 3. Auflage, unveränderter Nachdruck der Ausgabe von 1984, Insel, Frankfurt am Main 1996, ISBN 3-458-32227-2.
- mit Hans Bender: Schwarzwald und Oberrhein. Der literarische Führer (= Insel-Taschenbuch, Band 1330). Insel, Frankfurt am Main 1993, ISBN 3-458-33030-5.
- mit Nicole Henneberg: Literarischer Führer Berlin (= Insel-Taschenbuch, Band 2177). 3., korrigierte Auflage, Insel, Frankfurt am Main 2003, ISBN 3-458-33877-2.
- Das Saarland. Kunst, Kultur u. Geschichte im Dreiländereck zwischen Blies, Saar und Mosel (= Dumont-Kunstreiseführer). Dumont, Köln 1999, ISBN 3-7701-4951-3.
- als Herausgeber mit Martin Baus, Bernhard Becker: Einatmen will ich die Zeit, Ein Saarpfalz Lesebuch. Gollenstein, Blieskastel 2005, ISBN 3-935731-49-3.
- mit Axel Kahrs (Hrsg.): Literarischer Führer Deutschland. Grundlegend neu gestaltet und aktualisiert. Insel, Frankfurt am Main 2008, ISBN 978-3-458-17415-8.